# Фенербахче
Вижте пояснителната страница за други значения на Фенербахче.
Фенербахче (на турски: Fenerbahçe Spor Kulübü) е турски футболен клуб. Отборът е от град Истанбул и играе мачовете си на стадион „Шюкрю Сарачоглу“,  който се намира на около 10 км от центъра на града. Отборът се състезава в Турската суперлига и по броя на титлите си е втория най-успешен отбор в историята на Турски футбол. Клубът е печелил 19 пъти най-високото ниво в турското футболно първенство, седем пъти Купа на Турция, девет пъти Суперкупа на Турция. В отбора са играли: Дани Гуйса, Никола Анелка, Ариел Ортега, Пиер ван Хойдонк, Джей Джей Окоча, Валдир Перейра, Емил Костадинов, Станимир Стоилов, Роберто Карлош. Голям почитател на футболния клуб е бил първият турски президент Мустафа Кемал Ататюрк.
Спортен Клуб Фенербахче развива още секции по лека атлетика, баскетбол, волейбол, водна топка, плуване, Гребане, Ветроходство, джудо, Бридж, конен и автомобилни спортове.

## Състав

### Настоящ състав
| №  | Пост | Играч               |
| -- | ---- | ------------------- |
| 1  | В    | Ирфан Джан Егрибаят |
| 3  | З    | Самет Акайдин       |
| 4  | З    | Чаалар Сьойюнджю    |
| 5  | Х    | Исмаил Юксек        |
| 6  | З    | Александър Джику    |
| 8  | Х    | Мерт Хакан Яндаш    |
| 9  | Н    | Един Джеко          |
| 10 | Н    | Душан Тадич         |
| 13 | Х    | Фред                |
| 16 | З    | Мерт Мюлдюр         |
| 17 | Х    | Ирфан Джан Кахведжи |
| 18 | Х    | Филип Костич        |
| 19 | Н    | Юсеф Ен-Несири      |
| 20 | Н    | Ченгиз Юндер        |

| №  | Пост | Играч              |
| -- | ---- | ------------------ |
| 21 | З    | Брайт Осай-Самуел  |
| 22 | З    | Левент Мерджан     |
| 23 | Н    | Дженк Тосун        |
| 24 | З    | Джейдън Остерволде |
| 28 | Х    | Бартуг Елмаз       |
| 34 | Х    | Софиан Амрабат     |
| 40 | В    | Доминик Ливакович  |
| 50 | З    | Родриго Бекао      |
| 53 | Х    | Себастиан Шимански |
| 54 | В    | Ертугрул Четин     |
| 70 | Н    | Огюз Айдън         |
| 84 | В    | Йомер Биркан Камчъ |
| 95 | З    | Юсуф Акчичек       |
| 97 | Н    | Алан Сен-Максимен  |

- Информация към 09 октомври 2024 г.

## Стадион
„Шюкрю Сараджоглу (стадион)“ (на турски: Şükrü Saracoğlu Stadyumu) е футболен стадион в Кадъкьой, Истанбул, собственост на СК „Фенербахче“.
Стадионът има капацитет от 50 509 места. Той е сред най-добрите футболни стадиони в Турция и Европа, отличен е с 5 звезди от УЕФА (най-високото отличие за стадион).
През сезон 2015 – 16 Юлкер става спонсор на името на стадиона. В продължение на 10 г. името на стадиона се променя на Юлкер Стадион Шюкрю Сараджоглу Спортен Комплекс накратко Юлкер Стадион. В резултат на това споразумение Юлкер заплати на клуба 90 милион долара.
На него се играе финалът на Купата на УЕФА през май 2009 година, когато „Шахтьор Донецк“ побеждава „Вердер Бремен“ с 2:1 след продължения. След мача започва изграждане на подвижен покрив над игрището и добаване на още седящи места.

## Успехи

### Вътрешни състезания
Национални Първенства (28) (рекорд)
- Турска Суперлига:
  -  Шампион (19): 1959, 1960/61, 1963/64, 1964/65, 1967/68, 1969/70, 1973/74, 1974/75, 1977/78, 1982/83, 1984/85, 1988/89, 1995/96, 2000/01, 2003/04, 2004/05, 2006/07, 2010/11, 2013/14
  -  Вицешампион (25): 1959/60, 1961/62, 1966/67, 1970/71, 1972/73, 1975/76, 1976/77, 1979/80, 1983/84, 1989/90, 1991/92, 1993/94, 1997/98, 2001/02, 2005/06, 2007/08, 2009/10, 2011/12, 2012/13, 2014/15, 2015/16, 2017/18, 2021/22, 2022/23, 2023/24
  -  Трето място (8): 1962/63, 1971/72, 1978/79, 1981/82, 1996/97, 1998/99, 2016/17, 2020/21

- Национална Дивизия:
  -  Шампион (6): 1936/37, 1939/40, 1942/43, 1944/45, 1945/46, 1949/50
  -  Вицешампион (2): 1943/44, 1946/47

- Турски Футболен Шампионат:
  -  Шампион (3) (рекорд): 1933, 1935, 1944
  -  Вицешампион (2): 1940, 1947

Национални Купи (26)
- Купа на Турция:
  -  Носител (7): 1967/68, 1973/74, 1978/79, 1982/83, 2011/12, 2012/13, 2022/23
  -  Финалист (11): 1962/63, 1964/65, 1988/89, 1995/96, 2000/01, 2004/05, 2005/06, 2008/09, 2009/10, 2015/16, 2017/18

- Суперкупа на Турция/ Президентска Купа:
  -  Носител (9): 1968, 1973, 1975, 1984, 1985, 1990, 2007, 2010, 2014
  -  Финалист (10): 1970, 1974, 1978, 1979, 1983, 1989, 1996, 2012, 2013, 2024

- Купа на Премиер-Министъра:
  -  Носител (8) (рекорд): 1944/45, 1945/46, 1949/50, 1972/73, 1979/80, 1988/89, 1992/93, 1997/98
  -  Финалист (7): 1943/44, 1970/71, 1975/76, 1976/77, 1991/92, 1993/94, 1994/95

- Купа на Ататюрк:
  -  Носител (1) (изравнен рекорд): 1998

- Купа Спорт Тото:
  -  Носител (1): 1967

### Регионални състезания
- Лига на Истанбул:
  -  Носител (16) (рекорд): 1911/12, 1913/14, 1914/15, 1920/21, 1922/23, 1929/30, 1932/33, 1934/35, 1935/36, 1936/37, 1943/44, 1946/47, 1947/48, 1952/53, 1956/57, 1958/59
  -  Финалист (18): 1915/16, 1917/18, 1921/22, 1925/26, 1926/27, 1928/29, 1930/31, 1933/34, 1937/38, 1938/39, 1939/40, 1940/41, 1942/43, 1944/45, 1945/46, 1949/50, 1955/56, 1957/58

- Купа на Истанбул:
  -  Носител (1): 1945

- Истанбул Щит:
  -  Носител (4) (рекорд): 1930, 1934, 1938, 1939

### Международни състезания
- Балканска купа
  -  Носител (1): 1966/67

- Шампионска лига
  - Четвъртфинал (1): 2007/08

- Купа на УЕФА/ Лига Европа:
  - Полуфинал (1): 2012/13

- Купа на носителите на купи (КНК):
  - Четвъртфинал (1): 1963/64

### Други състезания
- Купа на Ататюрк:
  -  Носител (1) (изравнен рекорд): 1963/64

- Купа Генерал Харингтън:
  -  Носител (1): 1923

- Купа на Флота:
  -  Носител (4) (рекорд): 1982, 1983, 1984, 1985

- TSYD Купа:
  -  Носител (12) (изравнен рекорд): 1969/70, 1973/74, 1975/76, 1976/77, 1978/79, 1979/80, 1980/81, 1982/83, 1985/86, 1986/87, 1994/95, 1995/96

- TSYD Чалъндж Купа:
  -  Носител (2) (рекорд): 1976, 1980

## Български футболисти
- Станимир Стоилов: 1992/93 - (23 мача - 0 гола)
- Емил Костадинов: 1996/97 - (25 мача - 11 гола)
- Ивайло Петков: 2003/04 - (16 мача - 0 гола)